# Báránd
Báránd je obec v Maďarsku v župě Hajdú-Bihar, spadající pod okres Püspökladány. Nachází se asi 6 km jihozápadně od Kaby, 8 km jihovýchodně od Püspökladány, 21 km severovýchodně od Füzesgyarmatu, 24 km severozápadně od Berettyóújfalu a asi 42 km jihozápadně od Debrecínu. Žije zde přibližně 2 200 obyvatel. Dle údajů z roku 2011 byli všichni obyvatelé maďarské národnosti.
Obcí prochází silnice 42.

## Sousední obce
| Růžice kompasu |              | Kaba           | Tetétlen     | Růžice kompasu |
| Růžice kompasu | Püspökladány | Sever          | Földes       | Růžice kompasu |
| Růžice kompasu | Püspökladány | Báránd         | Földes       | Růžice kompasu |
| Růžice kompasu | Püspökladány | Jih            | Földes       | Růžice kompasu |
| Růžice kompasu | Sárrétudvari | Biharnagybajom | Sáp Nagyrábé | Růžice kompasu |